# Neopangrapta
Neopangrapta là một chi bướm đêm thuộc họ Erebidae.